# José Miguel Infante
José Miguel Infante y Rojas (Santiago, marzo de 1778-ibídem, 9 de abril de 1844) fue un político chileno federalista, varias veces diputado y ministro.

## Primeros años de vida
Fue hijo de Agustín Infante Prado y de Rosa de Rojas y Ortuguren.
El 1 de octubre de 1803 se graduó de bachiller en Cánones y Leyes por la Real Universidad de San Felipe. El 7 de octubre de ese mismo año ingresó a la Academia de Leyes y Práctica Forense, desde dónde egresó el 23 de octubre de 1806. Juró como abogado el 16 de diciembre de 1806.
Por su afán por la lectura clásica y la filosofía política, su tío materno, José Antonio de Rojas, importante independentista criollo, lo estimuló permitiéndole hacer uso de su nutrida biblioteca. Fue así como pudo leer las obras de los autores de la Ilustración francesa e inglesa, libros que por aquella época estaban prohibidos por la Iglesia católica, como la lectura de Voltaire y de los enciclopedistas. Como resultado se forjó una vasta idea de libertad.

## Ingreso a la causa patriota
No apoyó la causa revolucionaria de la Independencia y gracias a su gran capacidad intelectual ocupó el cargo de procurador en el Cabildo de Santiago (1810). Su gran influencia le permitió impulsar la idea de constituir una Junta de Gobierno que permitiera estructurar el nuevo escenario político chileno, lo que le llevó a participar activamente en el Cabildo abierto del 18 de septiembre de ese año. En 1813 y 1814 integró las Juntas de Gobierno. Luego fue miembro del Primer Congreso Nacional al ser elegido diputado por Santiago, correspondiéndole el papel de Secretario de esa Institución.

## Carrera política y diplomática

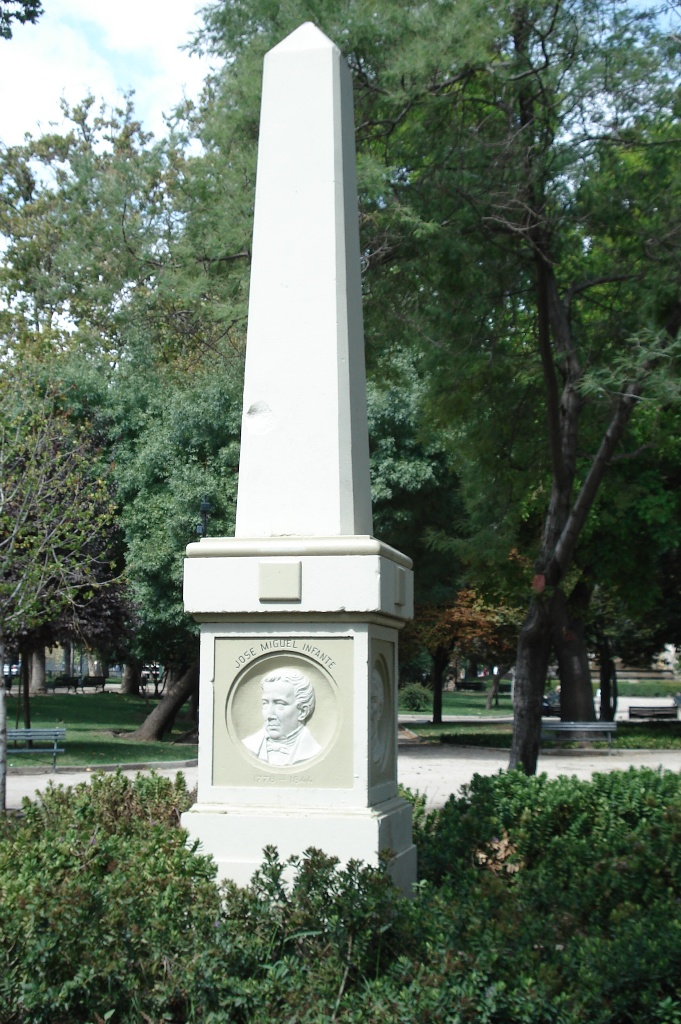
Monumento a los Escritores de la Independencia, dedicado a José Miguel Infante, fray Camilo Henríquez, Manuel de Salas y Manuel José Gandarillas en el Parque Forestal de la ciudad de Santiago de Chile.

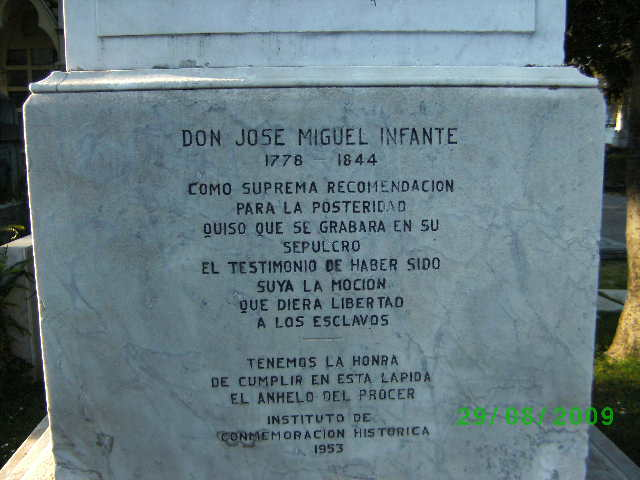
Escrito en su estatua en el cementerio general de Santiago, donde celebra su lucha por la abolición de la esclavitud.

Su carrera diplomática la inició en 1814, siendo enviado a Buenos Aires por el gobierno de la época, en una misión diplomática; sin embargo, debido a las consecuencias del desastre de Rancagua, debió refugiarse en las provincias unidas del Río de la Plata. Pudo volver a Chile tras la Batalla de Chacabuco en 1817, año en el que fue nombrado Ministro de Hacienda por Bernardo O'Higgins. 
Tras la abdicación de O’Higgins (enero de 1823), Infante pasó a formar parte de la Junta que lo sucedió. Aquí su carrera política cobró otro rumbo al ser elegido senador por Santiago. Al interior del Senado alcanzó los cargos de Vicepresidente y más tarde de Presidente. En ausencia del Presidente Freire asumió el cargo de Director Supremo interino entre noviembre de 1825 y marzo de 1826. Recibió 15 votos en la elección de 1826, que se llevó a cabo en el Congreso.
Fue un ferviente defensor del federalismo, inspirado en el exitoso sistema de gobierno estadounidense. La Constitución de 1823 tuvo una existencia efímera, ya que fue derogada en 1826 para volver a discutirse el sistema de gobierno que debía regir el país. La nueva Constitución debía ser discutida en una Asamblea Constituyente; fue precisamente allí donde la gran pericia política de Infante logró organizar a sus partidarios con la finalidad de aprobar un conjunto de leyes que sirvieran de base a una organización federal. De este modo el país se dividió en ocho provincias, donde cada una debía contar con una Asamblea Provincial y un Intendente elegido por voto popular, lo que en los hechos producía una descentralización del poder y generaba una estructura federal. 
Al momento de poner en práctica esta concepción se produjeron dificultades que la llevaron al fracaso. En el fondo, se atentaba contra el principio centralizador que se había aplicado desde el inicio de nuestra vida política. El Presidente Francisco Antonio Pinto puso punto final a la experiencia, pero no hizo que el grupo federalista desapareciera del espectro político nacional.
Infante volvió a ser elegido diputado, esta vez por Curicó; sin embargo, fue expulsado de la Cámara con el argumento de que su elección tenía algunos vicios. Esta situación lo llevó a dedicarse a continuar defendiendo sus ideas federalistas en el diario que él mismo había fundado, el Valdiviano Federal. En reconocimiento a sus grandes facultades Intelectuales se le nombró Ministro de la Corte Suprema y luego miembro de la Facultad de Leyes de la Universidad de Chile, cargos que no aceptó. 
En 1843, cuando contaba 65 años, contrajo matrimonio con Rosa Munita. Al año siguiente falleció en Santiago, el 9 de abril de 1844.

## Historial electoral

### Elección presidencial de Chile de 1826
- Elección presidencial interina de 1826[2]